# Dolerus stygius
Dolerus stygius är en stekelart som beskrevs av Förster 1860. Dolerus stygius ingår i släktet Dolerus, och familjen bladsteklar. Arten är reproducerande i Sverige.